# Karagamaré
Karagamaré est une localité du Cameroun située dans l'arrondissement de Petté, le département du Diamaré et la région de l’Extrême-Nord. Elle fait partie du canton de Malam Petel.

## Population
En 1975, la localité comptait 114 habitants, 91 Kanouri et 23 Toupouri.
Lors du recensement de 2005, on y a dénombré 148 personnes.